# Zeballos River
Zeballos River är ett vattendrag i Kanada.   Det ligger i Strathcona Regional District och provinsen British Columbia, i den sydvästra delen av landet, 3 800 km väster om huvudstaden Ottawa.
I omgivningarna runt Zeballos River växer i huvudsak barrskog. Trakten runt Zeballos River är nära nog obefolkad, med mindre än två invånare per kvadratkilometer.